# Dya
Dya (născută Ioana Diana Prepeliță la 9 mai 1994, Iași, România) este o cântăreață de muzică Pop, RnB și soul. La finele anului 2005, interpreta a devenit membră a grupului New Star Music, formație care a reprezentat România la Concursul Muzical Eurovision Junior 2006, unde s-a clasat pe poziția cu numărul șase. Ulterior, în ultima parte a anului 2008, Dya a obținut un contract de management oferit de Cat Music, preferând să urmeze o carieră pe plan independent. Este absolventă a Colegiului Național de Artă „Octav Băncilă” din Iași, secția canto muzică ușoară-jazz, licențiată a  Universității Hyperion - București, Facultatea de jurnalism. În 2018 și-a finalizat studiile de master la Facultatea de Comunicare mediatică și Publicitate din cadrul Universității Hyperion din București. A studiat chitara clasică și pianul în liceu. Pasiunile ei sunt: muzica, cititul, relaxarea în aer liber, cinefilia. „Muzica este medicamentul sufletului. Spun asta pentru că mă însoțește oriunde, este mereu prezentă, iar atunci când sunt supărată încep să cânt și toate lucrurile revin la normal, iar eu sunt fericită”.

## Cariera muzicală
A pășit prima dată pe o scenă la 5 ani jumătate. A reprezentat România în anul 2006 la Eurovision Junior alături de trupa "New Star Music" unde a obținut locul 6 cu piesa “Povestea mea”/”My story”.
Coprezentator la Antena 1 Iași la emisiunea "Kids Land" și la TVR Iași la emisiunea "Țara lui Piticot", emisiune prezentată și de Andreea Marin. A jucat în piesa de teatru "Zurgălăii cei năstrușnici de la sania lui Moș Crăciun", în regia lui Vasile Mantea, alături de actori renumiți ca Monica Ghiuță, Eugen Cristea. A prezentat Callatis Junior-Mangalia 2009 și a cântat pe scena festivalului Callatis Mangalia în 2008 și în 2010.
În anul 2008 a semnat un contract cu casa de producție CAT MUSIC București, producător Dan Popi, manager Costi Ioniță. Primul videoclip a fost realizat în regia lui Florin Botea în anul 2008 la piesa "Down the earth", piesă care s-a difuzat la radio,TV, intrând în topurile de specialitate. Al doilea videoclip a fost filmat în Bulgaria(Sofia) la piesa "Stai" în română și engleză (Stay), realizate de o echipă de profesioniști bulgari. În luna decembrie 2009 a filmat al treilea videoclip la piesa "Snow Story",compozitor Cătălin Dascălu. În anul 2009 a avut concerte în toată țara împreună cu fetele de la Blaxy Girls, unde a și prezentat acest turneu.
A fost invitată în recital la Festivalul Internațional "Cerbul de Aur Junior" 2009, 2010.
Dya a fost invitată la New York, SUA, pentru a susține un recital în Manhattan pentru diaspora românească pe data de 1 mai 2010.
A fost în juriu alături de Mihai Trăistariu la festivalul Music for Kids, edițiile 2010-2014. A participat la festivalul internațional „George Grigoriu”, Brăila, 2011,cu piesele „Uită nostalgia” (Corina Chiriac) și „Cui îi pasă de mine”(Marina Florea).
Single-ul CRAZY în colaborare cu Dj-ul Victor Ark este difuzat la radio-urile din Spania și prezent pe marile compilații din Spania.
În toamna anului 2011 a lansat noul single Don’t know, compus de Costi Ioniță, promovat pe toate radiourile din țară. Videoclipul piesei l-a filmat la sfârșitul lunii ianuarie, fiind difuzat pe posturile de specialitate. „Don’t know” este în TOP 10 Media forest.
La inceputul lunii septembrie 2014, a lansat piesa “Perfect play”, compusă tot de Costi Ioniță. 
La începutul lunii aprilie 2015, a lansat piesa ,,Dor”, compusă de  Smiley, aceasta fiind prima colaborare pe care a avut-o cu studiourile HaHaHa Production. La sfârșitul lunii Octombrie 2015, a lansat piesa ,,Magazin de vise”, pe versurile și muzica lui Randi, piesa fiind produsă în studiourile Famous Production. 
2017 a reprezentat pentru Dya un an al schimbărilor de bun augur. Ea a fost cooptată de către  Nick, fondatorul celebrei trupe N&D. Au cântat împreună  în cadrul evenimentului aflat la cea de-a patra ediție We love Retro, de la Sala Polivalentă din Cluj Napoca, unde au participat 9000 de spectatori. De asemenea, cei doi au  numeroase concerte în această formulă, în toată țara. 
În 2018, Dya a participat într-un turneu cu ocazia Anului Centenarului, cuprinzând 100 de orase din țară, intitulat România în sărbătoare. De asemenea, aceasta a cântat alături de Nick (N&D), la cel mai mare festival retro din România, la București, pe 13 iulie, la Arenele Romane și pe 20 octombrie, la Sala Polivalentă din Cluj Napoca, intitulat “We love Retro”, alături de CC Catch, Masterboy, Dr. Alban și mulți alții. 
În 2019, Diana Prepeliță alias DYA, a fost finalistă în competiția muzicală Eurovision alături de Lucian Colareza, finală desfășurată la București, pe 17 februarie, la Sala Polivalentă. 

## Premii obținute
- Trofeul "TI AMO" 2006 Onești cu piesa “Înger alb”, compozitor Eugen Ungureanu;
- Marele Premiu Nurnberg Germania 2006
- Trofeul "Flori de gheață" 2006 București
- Trofeul "Constelația Necunoscută" Vaslui 2006
- Premii I În Arad, Techirghiol, Vaslui, Dorohoi, Tecuci, Craiova, Alesd, Piatra Neamț
- Premiul II Festivalul internațional "O Europă deschisă"-Moscova Rusia 2005
- Premiul II Festivalul internațional "Steaua Elatului"- Republica Moldova Chișinău
- Premiul II Festivalul internațional "Aurora boreală" Russe
- Premiul II Concursul "Fresh Mania" organizat de postul de televiziune Național TV

## Discografie

### Albume de studio
- Albumul de debut (2009)

### Discuri single
- „Down the Earth” (2008)
- „Stay]”/„Stai” (2009)
- „Crazy” (2011)
- „Don't Know” (2012)
- „Price Price of love” (2012)
- „Perfect play” (2014)
- ,,Dor" (2015)